# Play back Box
play back box（プレイバックボックス）は、FM NACK5で毎週月曜日〜金曜日の25:00〜25:30に放送されていたラジオ番組である。

## 概要
毎日1970年代、1980年代などの流行などからテーマを決め、それに関する情報やリスナーからのメッセージを読みつつ、その時代の楽曲を放送する。楽曲はに収録されているものから選曲される。
なお、テーマはおおむね以下のようになっている。
- 月曜日:流行

- 火曜日:人物

- 水曜日:グッズ

- 木曜日:エンタメ

- 金曜日:フリーメッセージ

## パーソナリティ
- 土屋滋生